# Reigate and Banstead
Reigate and Banstead is een Engels district in het shire-graafschap (non-metropolitan county OF county) Surrey en telt 148.000 inwoners. De oppervlakte bedraagt 129 km².
Van de bevolking is 16,3% ouder dan 65 jaar. De werkloosheid bedraagt 1,7% van de beroepsbevolking (cijfers volkstelling 2001).

## Plaatsen in district Reigate and Banstead
- Banstead
- Redhill
- Reigate

## Civil parishesin district Reigate and Banstead
- Horley
- Salfords
- Sidlow